# Матня
Матня — река в России, протекает в Шуйском и Палехском районах Ивановской области. Река является крупнейшим притоком Люлеха. Устье реки находится в 24 км по его правому берегу. Длина реки составляет 24 км, площадь водосборного бассейна — 184 км².

## Описание
Река начинается в 1 км к северо-востоку от села Васильевского, в самом селе на ней имеется небольшой пруд. Дальше Матня течёт на юг, у деревни Менщиково принимает воды притоков Матовицы и Зекзицы. Верховья реки расположены на территории осушенных в ходе мелиорации болот, местами заросшей перелесками. Около деревни Летнево, после впадения Урчалки, по левому берегу реки начинается смешанный хвойно-берёзовый лес, продолжающийся вплоть до Больших Дорков. На этом участке в Матню впадают Вачеревка в лесу ниже Летнева и Тертовка около Колобово. Около Пустоши реку пересекает трасса Иваново — Нижний Новгород; здесь построен мост. Около него в Матню впадает Вязовка, после чего река поворачивает на юго-восток. От моста до устья Крутца по правому берегу расположены поля. Дальше Матня течёт по краю леса и впадает в Люлех около деревни Шалимово. Русло Матни сильно извилистое, на реке есть много плёсов, берега заболочены.
В бассейне Матни лежит несколько прудов и озеро Тепляковское, имеющее наибольшую глубину 32 метра.
В низовьях река пересекает ребристые моренные гряды днепровского оледенения.
На реке расположены сёла и деревни: Васильевское, Поречье, Меньщиково, Летнево, Колобово, Большие Дорки, Малые Дорки, Потанино, Киверниково и Шалимово. В Поречье и Шалимове имеются мосты.

## Притоки (км от устья)
- 5 км: река Крутец (лв)
- 8 км: речка Белозерка[5] (пр)
- 10 км: речка Вязовка[5] (пр)
- 11 км: речка Елховка[5] (лв)
- 13 км: речка Тертовка[5] (пр)
- 15 км: речка Вачеревка[5] (пр)
- 17 км: речка Урчалка[6] (лв)
- 20 км: река Зекзица[5] (пр)
- 20 км: речка Матовица[5] (пр)

## Данные водного реестра
По данным государственного водного реестра России относится к Окскому бассейновому округу, водохозяйственный участок реки — Клязьма от города Ковров и до устья, без реки Уводь, речной подбассейн реки — бассейны притоков Оки от Мокши до впадения в Волгу. Речной бассейн реки — Ока.
Код объекта в государственном водном реестре — 09010301112110000033464.